# گفتگو با نوزاد
گفتگو با نوزاد (انگلیسی: Adoration of the Child) این تابلو نقاشی که در گذشته، ترسیم آن به هیرونیموس بوش نسبت داده می‌شد، مریم و عیسی مسیح را به تصویر کشیده‌است. این تابلو حدود سال ۱۵۶۸، مدتی بعد از مرگ هیرونیموس بوش خلق شد. این نقاشی در موزه والراف ریچاردز در شهر کلن نگهداری می‌شود.